# Zoa (William Blake)
Gli Zoa sono le quattro parti in cui viene diviso Albione, l'uomo primigenio, nella mitologia di William Blake, soprattutto nell'opera Matrimonio del cielo e dell'inferno. Secondo una chiave di lettura metaforica, gli Zoa sono l'incarnazione delle virtù e dei difetti umani, i principi vitali da cui scaturisce lo stesso essere umano. 

## La funzione cosmologica degli Zoa

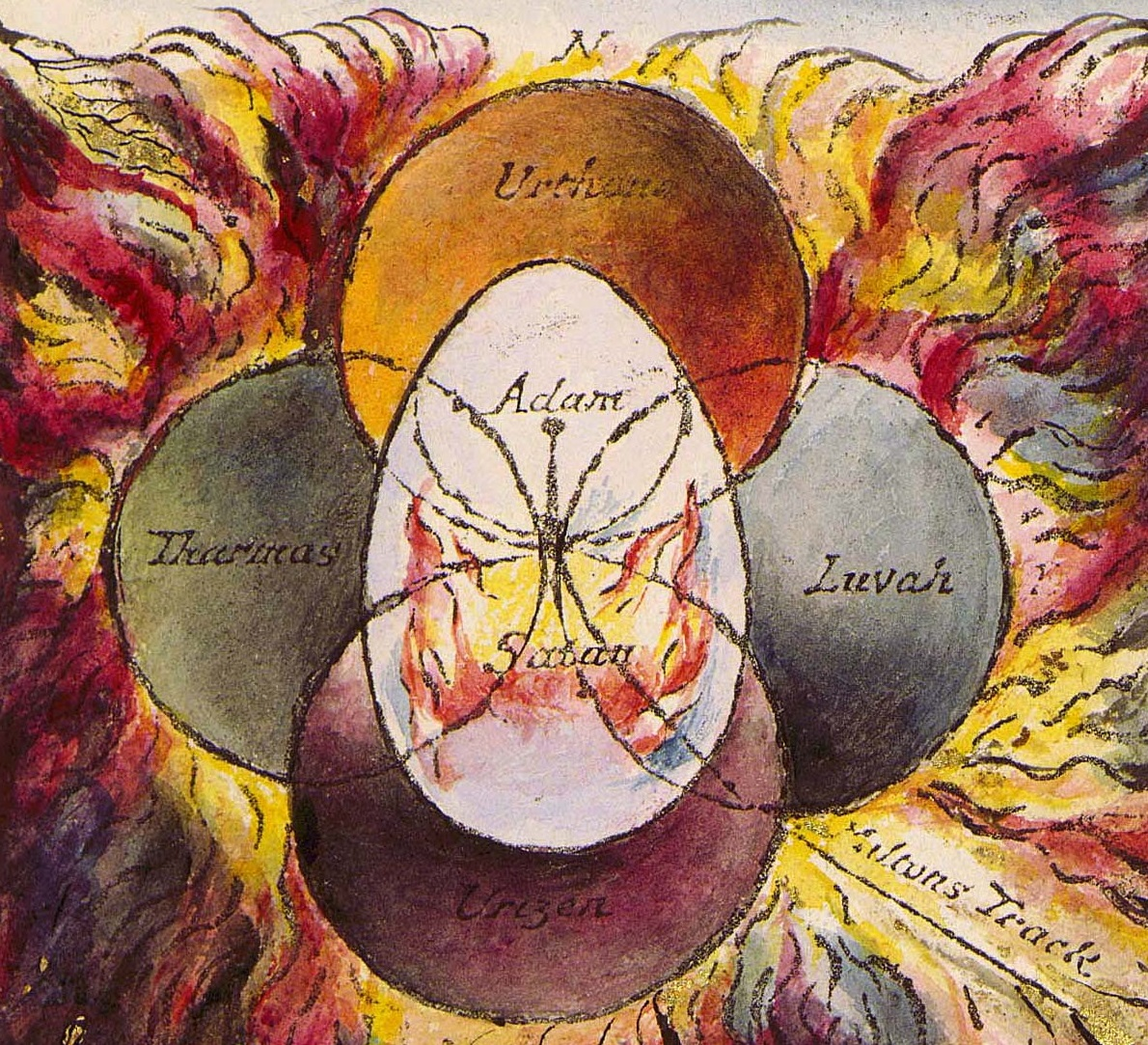
Il rapporto tra i quattro Zoa come raffigurato da Blake in Milton: una poesia

Lo stesso William Blake ci descrive gli Zoa come una rosa, i cui quattro petali sono allo stesso tempo simili e contrapposti e la loro unione costituisce non solo l'uomo in sé, ma tutto l'universo. Da ciò si evince il carattere cosmologico delle opere profetiche di Blake ed una certa tendenza ante litteram all'antropocentrismo. Lo stesso universo può, per Blake, essere raffigurato come "Universal Body", il corpo universale, facendo così coincidere Albione con il cosmo stesso. Se gli Zoa hanno una funzione cosmologica, Albione ne ha quindi una cosmogonica in quanto titantropo primordiale, mortale e divino al tempo stesso che con la sua morte crea la vita, così come Ymir nella cosmogonia norrena. 

## La rappresentazione degli Zoa
Per loro stessa natura gli Zoa si identificano dunque non solo con l'essere umano, ma anche con alcune sue parti anatomiche, con la natura stessa e con lo spazio.
Ogni Zoa si identifica con una parte del corpo umano e presenta sia associazioni simboliche di carattere naturalistico, sia analogie spaziali (essendo la realtà del mondo inseparabile dall'attività mentale), secondo lo schema che segue: 
- Tharmas rappresenta il petto, la luna e l'ovest.
- Urizen rappresenta la testa, il sole ed il sud.
- Luvah rappresenta i fianchi, le stelle e l'est.
- Urthona rappresenta gli arti, le montagne ed il nord.

William Blake ci presenta gli Zoa come possibili modi di vita, analizzandoli in maniera asettica e senza valenze morali. A seconda di quale Zoa si "scelga" avremo diverse visioni del mondo, tanto che ad ogni Zoa Blake identifica un suo universo, Beulah per Tharmas, Eden per Urizen, Generation per Luvah, Ulro per Urthona.